# Jelena Prochorowa
Jelena Vladimirovna Prochorowa (Елена Владимировна Прохорова) (Kemerovo, 16 april 1978) is een Russische atlete, die zich heeft gespecialiseerd in de meerkamp. 
Ze won zilver op de Olympische Spelen van 2000 op de zevenkamp. 
In 2001 werd ze wereldkampioene op dit onderdeel.
Door het gebruik van doping werd Prochorowa door de IAAF geschorst van oktober 2005 tot oktober 2006.

## Titels
- Wereldkampioene zevenkamp - 2001
- Europees indoorkampioene vijfkamp - 2002
- Russisch kampioene zevenkamp - 2000

## Persoonlijke records
Outdoor
| Onderdeel    | Prestatie | Wind (m/s) | Datum           | Plaats   |
| ------------ | --------- | ---------- | --------------- | -------- |
| 200 m        | 23,37     | -0,2       | 22 juli 2000    | Toela    |
| 400 m        | 54,25     | -0,2       | 8 juni 2003     | Toela    |
| 800 m        | 2.04,27   |            | 23 juli 2000    | Toela    |
| 100 m horden | 13,54     | -2,8       | 22 juli 2000    | Toela    |
| hoogspringen | 1,88      |            | 4 augustus 2001 | Edmonton |
| verspringen  | 6,72      | +1,0       | 23 juli 2000    | Toela    |
| kogelstoten  | 14,30     |            | 22 juli 2000    | Toela    |
| speerwerpen  | 50,73     |            | 5 augustus 2001 | Edmonton |
| zevenkamp    | 6765      |            | 22/23 juli 2000 | Toela    |

Indoor
| Onderdeel   | Prestatie | Datum            | Plaats   |
| ----------- | --------- | ---------------- | -------- |
| 800 m       | 2.09,85   | 9 maart 2001     | Lissabon |
| verspringen | 6,52      | 25 februari 2000 | Gent     |
| vijfkamp    | 4711      | 9 maart 2001     | Lissabon |

## Palmares

### vijfkamp
- 2001:  WK indoor - 4711 p
- 2002:  EK indoor - 4622 p

### zevenkamp
- 1999:  EK U23 te Göteborg - 6011 p
- 2000:  Russische kamp. - 6765 p
- 2000:  OS - 6531 p
- 2001:  Hypomeeting in Götzis - 6576 p
- 2001:  WK - 6694 p
- 2003: 4e WK indoor - 6452 p
- 2003:  IAAF World Combined Events Challenge - 19019 p
- 2004: 4e Hypomeeting
- 2004: 5e OS - 6289 p

1983 Ramona Neubert ·
1987 Jackie Joyner-Kersee ·
1991 Sabine Braun ·
1993 Jackie Joyner-Kersee ·
1995 Ghada Shouaa ·
1997 Sabine Braun ·
1999 Eunice Barber ·
2001 Jelena Prochorowa ·
2003 Carolina Klüft ·
2005 Carolina Klüft ·
2007 Carolina Klüft ·
2009 Jessica Ennis ·
2011 Jessica Ennis ·
2013 Hanna Melnitsjenko ·
2015 Jessica Ennis-Hill ·
2017 Nafissatou Thiam ·
2019 Katarina Johnson-Thompson ·
2022 Nafissatou Thiam ·
2023 Katarina Johnson-Thompson